# HMS Johan Nordenankar
HMS Johan Nordenankar var ett svenskt örlogsfartyg, sjömätningsfartyg, sjösatt 1924 efter att ha byggts vid Finnboda Varv. Utrangerad 1971. 32 x 7 x 2,5 m. 210 deplacementton.